# セクシー&セヴンティーン
『セクシー&セヴンティーン』 (Rant N' Rave With The Stray Cats) とはアメリカのロカビリーバンド、ストレイ・キャッツが1983年にリリースした3rdアルバム。

## 解説
アメリカで人気を獲得したストレイ・キャッツの全曲オリジナルのアルバム。元キング・クリムゾンのメル・コリンズや、14カラット・ソウル等、多彩なゲストが参加し、プラチナ・ディスクに輝いた。「セクシー&セヴンティーン」(全米5位/全英29位)、「涙のリトル・ガール」(全米35位)、「あこがれのブラック・キャデラック」(全米68位)とシングル・ヒットも記録した。

## 収録曲
1. ぶっ飛ばせ！ティーン・エイジ - Rebels Rule
2. あの娘の街角 - Too Hip, Gotta Go
3. あこがれのブラック・キャデラック - Look at That Cadillac
4. サムシング・ロング・ウィズ・マイ・レイディオ - Something's Wrong With My Radio
5. メンフィス18マイル - 18 Miles To Memphis
6. ルッキン・ベター・エヴリ・ビアー - Lookin' Better Every Beer
7. セクシー&セヴンティーン - (She's) Sexy + 17
8. 俺のダーティー・ドッグ - Dig Dirty Doggie
9. 涙のリトル・ガール - I Won't Stand in Your Way
10. ホットロッド・ギャング - Hotrod Gang
11. 一度だけの青春- How Long You Wanna Live, Anyway?
12. ラッキー・チャーム - Lucky Charm (Ooh Wee Suzy)